# Нессарг-Муассак
Несса́рг-Муасса́к, Нессарґ-Муассак (фр. Neussargues-Moissac) — колишній муніципалітет у Франції, у регіоні Овернь-Рона-Альпи, департамент Канталь. Населення — 977 осіб (2011).
Муніципалітет був розташований на відстані близько 420 км на південь від Парижа, 75 км на південь від Клермон-Феррана, 50 км на північний схід від Оріяка.

## Історія
До 2015 року муніципалітет перебував у складі регіону Овернь. Від 1 січня 2016 року належав до нового об'єднаного регіону Овернь-Рона-Альпи.
1 грудня 2016 року Нессарг-Муассак, Сель, Шалінарг, Шаваньяк i Сент-Анастазі було об'єднано в новий муніципалітет Нессарг-ан-Пінатель.

## Демографія
Динаміка населення (INSEE ):
Розподіл населення за віком та статтю (2006):
| Стать | Всього | До 15 років | 15-24 | 25-44 | 45-64 | 65-85 | Понад 85 |
| --- | ------ | ----------- | ----- | ----- | ----- | ----- | -------- |
| Чоловіки | 452    | 80          | 32    | 104   | 152   | 64    | 20       |
| Жінки | 536    | 72          | 32    | 112   | 184   | 124   | 12       |
| \| Статево-вікова піраміда \| Статево-вікова піраміда \| Статево-вікова піраміда \| \| ----------------------- \| ----------------------- \| ----------------------- \| \| Чоловіки \| Вік \| Жінки \| \| 20 \| 85 + \| 12 \| \| 12 \| 80-84 \| 32 \| \| 4 \| 75-79 \| 40 \| \| 32 \| 70-74 \| 36 \| \| 16 \| 65-69 \| 16 \| \| 52 \| 60-64 \| 48 \| \| 24 \| 55-59 \| 52 \| \| 48 \| 50-54 \| 48 \| \| 28 \| 45-49 \| 36 \| \| 20 \| 40-44 \| 28 \| \| 40 \| 35-39 \| 28 \| \| 28 \| 30-34 \| 32 \| \| 16 \| 25-29 \| 24 \| \| 20 \| 20-24 \| 8 \| \| 12 \| 15-20 \| 24 \| \| 40 \| 10-14 \| 12 \| \| 16 \| 5-9 \| 36 \| \| 24 \| 0-4 \| 24 \| |        |             |       |       |       |       |          |
| Статево-вікова піраміда |        |             |       |       |       |       |          |
| Чоловіки | Вік    | Жінки       |       |       |       |       |          |
| 20 | 85 +   | 12          |       |       |       |       |          |
| 12 | 80-84  | 32          |       |       |       |       |          |
| 4 | 75-79  | 40          |       |       |       |       |          |
| 32 | 70-74  | 36          |       |       |       |       |          |
| 16 | 65-69  | 16          |       |       |       |       |          |
| 52 | 60-64  | 48          |       |       |       |       |          |
| 24 | 55-59  | 52          |       |       |       |       |          |
| 48 | 50-54  | 48          |       |       |       |       |          |
| 28 | 45-49  | 36          |       |       |       |       |          |
| 20 | 40-44  | 28          |       |       |       |       |          |
| 40 | 35-39  | 28          |       |       |       |       |          |
| 28 | 30-34  | 32          |       |       |       |       |          |
| 16 | 25-29  | 24          |       |       |       |       |          |
| 20 | 20-24  | 8           |       |       |       |       |          |
| 12 | 15-20  | 24          |       |       |       |       |          |
| 40 | 10-14  | 12          |       |       |       |       |          |
| 16 | 5-9    | 36          |       |       |       |       |          |
| 24 | 0-4    | 24          |       |       |       |       |          |

## Економіка
2010 року серед 575 осіб працездатного віку (15—64 років) 416 були активними, 159 — неактивними (показник активності 72,3%, у 1999 році було 65,9%). З 416 активних мешканців працювало 375 осіб (202 чоловіки та 173 жінки), безробітними було 41 (14 чоловіків та 27 жінок). Серед 159 неактивних 27 осіб було учнями чи студентами, 82 — пенсіонерами, 50 були неактивними з інших причин.

У 2010 році в муніципалітеті числилось 459 оподаткованих домогосподарств, у яких проживали 958,0 особи, медіана доходів виносила 16 531 євро на одного особоспоживача